# Kirgisistans flag
Kirgisistans flag består af et rødt felt med en gul sol i midten, med 40 stråler som repræsenterer de 40 kirgisiske stammer. I solens centrum bliver en rød ring krydset af to sæt med tre streger, en stiliseret fremstilling af taget i en traditionel kirgisisk jurt. Dette skal både symbolisere forfædrenes traditionelle hjem og stå som et symbol for universet. Den røde farve symboliserer mod og frygtløshed. Solens gule farve står for fred og velstand.
Flaget blev vedtaget under nationalforsamlingen Jogorku Keneshs 8. seson 3. marts 1992 og blev officielt taget i brug to dage senere.
Kirgisistans flag er tegnet af E. Aidarbekov, B. Jaichibekov, S. Iptarov, J. Mataev og M. Sydykov.

## Sovjetrepublikken Kirgisistans flag
I tiden hvor Kirgisistan var en del af Sovjetunionen havde landet forskellige flag med sovjet-kommunistisk symbolik. Det første af disse var rødt med republikkens navn påskrevet i gult. I 1953 fik Sovjetrepublikken Kirgisistan nyt flag. Det var rødt, men uden inskription. I stedet blev flaget baseret på Sovjetunionens røde flag med hammer, segl og stjerne i kantonen. Derudover havde det vandrette striber i blåt, hvit og blåt gennem midten af flagdugen. De andre sovjetrepublikker havde flag efter samme model, med et eget mønster, der var særegent for hver enkelt sovjetrepublik.